# 振安区
振安区是辽宁省丹东市下辖的一个市辖区。面积659.73平方公里，区人民政府驻珍珠街250号。

## 行政区划
振安区下辖4个街道办事处、5个镇：
鸭绿江街道、金矿街道、珍珠街道、太平湾街道、同兴镇、五龙背镇、楼房镇、九连城镇和汤山城镇。

## 人口
根據第七次人口普查數據，截至2020年11月1日零時，振安區常住人口189995人。

## 飞地
- 太平湾街道